# Liste der Wappen mit dem Kurkölnischen Kreuz

Das Kurkölnische Kreuz,
Wappen des Kurfürstentums Köln

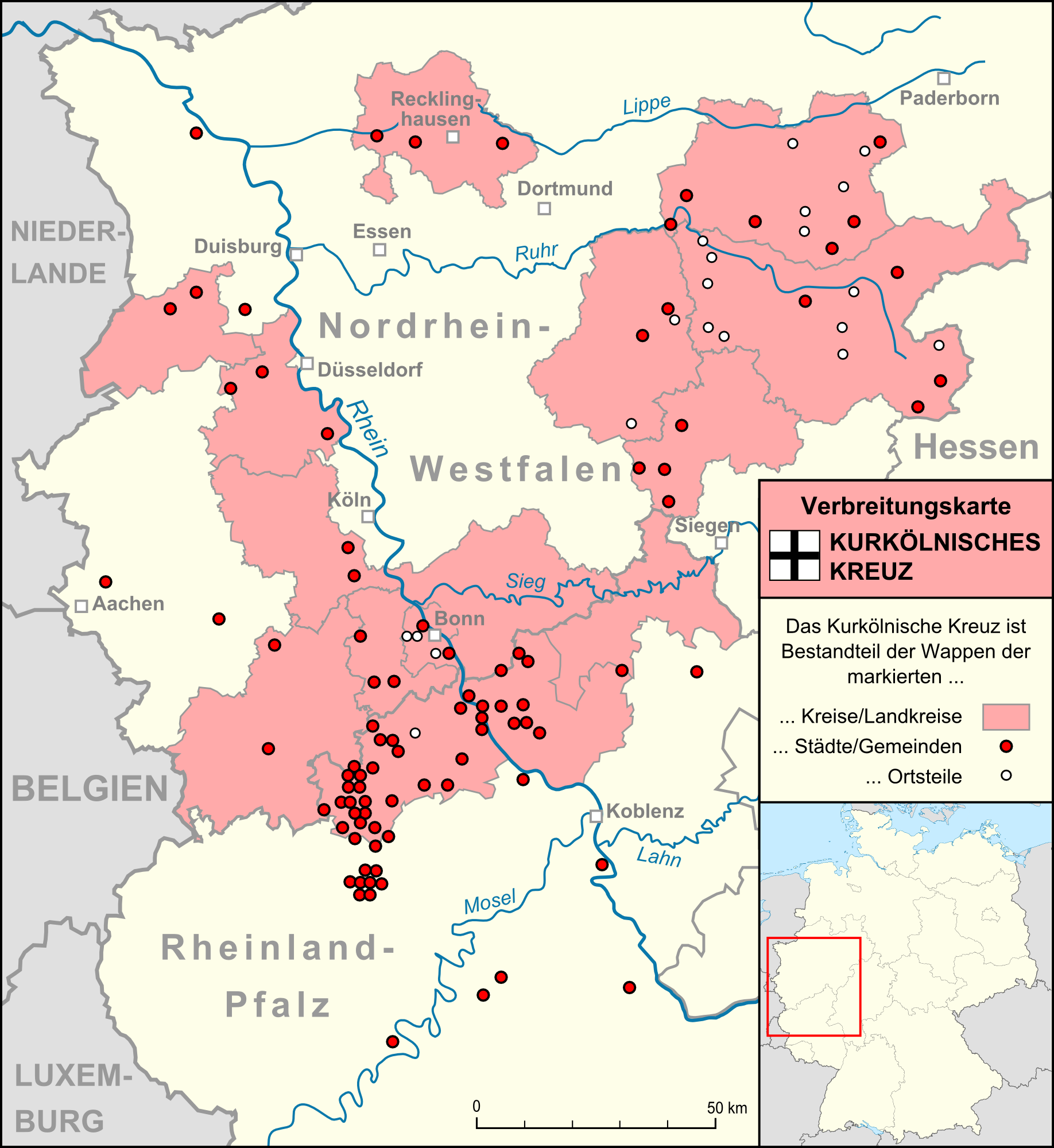
Verbreitung des Kurkölnischen Kreuzes

Die Liste der Wappen mit dem Kurkölnischen Kreuz enthält Kommunalwappen, Klerikalwappen sowie weitere historische Wappen mit dem Kurkölnischen Kreuz; einem schwarzen Kreuz auf silbernem Grund. Es ist das Wappen des Kurfürstentums Köln, das auch auf anderen Wappen im ehemaligen Herrschaftsgebiet der Kurfürsten von Köln noch zu finden ist. Es symbolisiert die territoriale und politische Verbundenheit mit den Kölner Kurfürsten, die seit 1597 in Bonn ihre Residenz hatten. Neben den Wappen von Kurtrier mit dem Kurtrierer Kreuz, den Wappen von Kurmainz mit dem Mainzer Rad und den Wappen der Kurpfalz mit dem Pfälzer Löwen war es eines der Hauptsymbole des Kurrheinischen Reichskreises.

## Kommunalwappen
| Wappen | Körperschaft                                                 | Stadt- / Ortsname       | Verwaltungsgebiet             | Bundesland                                   | Besonderheiten |
| ------ | ------------------------------------------------------------ | ----------------------- | ----------------------------- | -------------------------------------------- | --- |
|        | Bundesstadt                                                  | Bonn                    | Kreisfreie Stadt              | Nordrhein-Westfalen                          | |
|        | Stadtbezirk                                                  | Bonn (Stadtbezirk)      |                               | Nordrhein-Westfalen                          | ehemals Stadt Bonn |
|        | Stadtbezirk                                                  | Bad Godesberg           |                               | Nordrhein-Westfalen                          | ehemals Stadt Bad Godesberg                                                                                            |
|        | Stadtbezirk                                                  | Hardtberg               |                               | Nordrhein-Westfalen                          | ehemals Amt Duisdorf                                                                                                   |
|        |                                                              | Landkreis Bonn          | aufgelöst                     |                                              | Kurkölner Kreuz, Jülicher- und Bergischer Löwe                                                                         |
|        | Stadt                                                        | Krefeld                 | Kreisfreie Stadt              | Nordrhein-Westfalen                          | Kurkölner Schilde im linken Teil d. W. weist an Stadt Uerdingen und Amt Uerdingen-Linn, siehe Wappen der Stadt Krefeld |
|        | Stadt                                                        | Würselen                | Städteregion Aachen           | Nordrhein-Westfalen                          | |
|        | Stadt                                                        | Vreden                  | Kreis Borken                  | Nordrhein-Westfalen                          | |
|        | Stadt Düren Stadtteil                                        | Bourheim                | Kreis Düren                   | Nordrhein-Westfalen                          | |
|        | Gemeinde                                                     | Kreuzau                 | Kreis Düren                   | Nordrhein-Westfalen                          | |
|        | Ortsteil der Stadt Duisburg                                  | Rumeln-Kaldenhausen     | kreisfreie Stadt Duisburg     | Nordrhein-Westfalen                          | |
|        | Ortsteil der Stadt Düsseldorf (bis 1929: Stadt Kaiserswerth) | Kaiserswerth            | Landeshauptstadt Düsseldorf   | Nordrhein-Westfalen                          | Doppelköpfiger Reichsadler mit kurkölnischem Brustschild                                                               |
|        | Ortsteil der Stadt Meerbusch (bis 1969: Gemeinde Büderich)   | Büderich                | Rhein-Kreis Neuss             | Nordrhein-Westfalen                          | |
|        | Ortsteil der Stadt Meerbusch (bis 1969: Amt Lank)            | Lank-Latum              | Rhein-Kreis Neuss             | Nordrhein-Westfalen                          | |
|        | Ortsteil der Stadt Krefeld                                   | Linn                    | Kreisfreie Stadt Krefeld      | Nordrhein-Westfalen                          | |
|        | Ortsteil der Stadt Krefeld                                   | Traar                   | Kreisfreie Stadt Krefeld      | Nordrhein-Westfalen                          | |
|        | Kreis                                                        | Kreis Euskirchen        | Kreis Euskirchen              | Nordrhein-Westfalen                          | |
|        | Gemeinde                                                     | Nettersheim             | Kreis Euskirchen              | Nordrhein-Westfalen                          | |
|        | Stadt                                                        | Zülpich                 | Kreis Euskirchen              | Nordrhein-Westfalen                          | |
|        | Stadt                                                        | Buer                    | Nordrhein-Westfalen           | aufgelöst, jetzt Stadtteil von Gelsenkirchen | |
|        | Kreis                                                        | Hochsauerlandkreis      | Hochsauerlandkreis            | Nordrhein-Westfalen                          | |
|        | Ortsteil der Stadt Arnsberg                                  | Neheim-Hüsten           | Hochsauerlandkreis            | Nordrhein-Westfalen                          | |
|        | Ortsteil der Stadt Arnsberg                                  | Hüsten                  | Hochsauerlandkreis            | Nordrhein-Westfalen                          | |
|        | Ortsteil der Gemeinde Bestwig                                | Ostwig                  | Hochsauerlandkreis            | Nordrhein-Westfalen                          | |
|        | Ortsteil der Gemeinde Bestwig                                | Ramsbeck                | Hochsauerlandkreis            | Nordrhein-Westfalen                          | |
|        | Stadt                                                        | Brilon                  | Hochsauerlandkreis            | Nordrhein-Westfalen                          | |
|        | Stadt                                                        | Hallenberg              | Hochsauerlandkreis            | Nordrhein-Westfalen                          | |
|        | Ortsteil der Stadt Lennestadt                                | Grevenbrück             | Hochsauerlandkreis            | Nordrhein-Westfalen                          | |
|        | Stadt                                                        | Medebach                | Hochsauerlandkreis            | Nordrhein-Westfalen                          | |
|        | Ortsteil der Stadt Medebach                                  | Düdinghausen            | Hochsauerlandkreis            | Nordrhein-Westfalen                          | |
|        | Kreisstadt                                                   | Meschede                | Hochsauerlandkreis            | Nordrhein-Westfalen                          | |
|        | Ortsteil der Stadt Meschede                                  | Meschede-Land           | Hochsauerlandkreis            | Nordrhein-Westfalen                          | |
|        | Ortsteil der Stadt Schmallenberg                             | Bödefeld                | Hochsauerlandkreis            | Nordrhein-Westfalen                          | |
|        |                                                              | Kreis Brilon            | aufgelöst                     |                                              | |
|        |                                                              | Amt Schmallenberg       | aufgelöst                     |                                              | |
|        | Ortsteil der Stadt Sundern (Sauerland)                       | Endorf                  | Hochsauerlandkreis            | Nordrhein-Westfalen                          | |
|        | Ortsteil der Stadt Sundern (Sauerland)                       | Hachen                  | Hochsauerlandkreis            | Nordrhein-Westfalen                          | |
|        | Ortsteil der Stadt Sundern (Sauerland)                       | Stockum                 | Hochsauerlandkreis            | Nordrhein-Westfalen                          | |
|        |                                                              | Amt Sundern             | aufgelöst                     |                                              | |
|        | Kreis                                                        | Märkischer Kreis        | Märkischer Kreis              | Nordrhein-Westfalen                          | |
|        | Stadt                                                        | Balve                   | Märkischer Kreis              | Nordrhein-Westfalen                          | |
|        | Ortsteil der Stadt Balve                                     | Langenholthausen        | Märkischer Kreis              | Nordrhein-Westfalen                          | |
|        |                                                              | Amt Balve               | aufgelöst                     |                                              | |
|        | Stadt                                                        | Neuenrade               | Märkischer Kreis              | Nordrhein-Westfalen                          | |
|        | Ortsteil der Stadt Neuenrade                                 | Affeln                  | Märkischer Kreis              | Nordrhein-Westfalen                          | Kreuzschild des Erzstiftes Köln                                                                                        |
|        | Ortsteil der Stadt Meinerzhagen                              | Valbert                 | Märkischer Kreis              | Nordrhein-Westfalen                          | |
|        |                                                              | Kreis Iserlohn          | aufgelöst                     |                                              | Kurkölner Kreuz und Bergischer Löwe                                                                                    |
|        | Kreis                                                        | Olpe                    | Kreis Olpe                    | Nordrhein-Westfalen                          | |
|        | Stadt                                                        | Attendorn               | Kreis Olpe                    | Nordrhein-Westfalen                          | |
|        | Stadt                                                        | Drolshagen              | Kreis Olpe                    | Nordrhein-Westfalen                          | |
|        | Kreisstadt                                                   | Olpe                    | Kreis Olpe                    | Nordrhein-Westfalen                          | |
|        | Gemeinde                                                     | Wenden                  | Kreis Olpe                    | Nordrhein-Westfalen                          | |
|        |                                                              | Amt Bilstein            | aufgelöst                     |                                              | |
|        | Kreis                                                        | Recklinghausen          | Kreis Recklinghausen          | Nordrhein-Westfalen                          | |
|        | Stadt                                                        | Datteln                 | Kreis Recklinghausen          | Nordrhein-Westfalen                          | |
|        | Stadt                                                        | Dorsten                 | Kreis Recklinghausen          | Nordrhein-Westfalen                          | |
|        | Stadt                                                        | Marl                    | Kreis Recklinghausen          | Nordrhein-Westfalen                          | |
|        | Kreis                                                        | Rhein-Erft-Kreis        | Rhein-Erft-Kreis              | Nordrhein-Westfalen                          | |
|        | Stadt                                                        | Brühl                   | Rhein-Erft-Kreis              | Nordrhein-Westfalen                          | |
|        | Stadt                                                        | Hürth                   | Rhein-Erft-Kreis              | Nordrhein-Westfalen                          | |
|        | Ortsteil der Stadt Pulheim                                   | Sinnersdorf             | Rhein-Erft-Kreis              | Nordrhein-Westfalen                          | |
|        | Kreis                                                        | Rhein-Kreis Neuss       | Rhein-Kreis Neuss             | Nordrhein-Westfalen                          | |
|        | Stadt                                                        | Dormagen                | Rhein-Kreis Neuss             | Nordrhein-Westfalen                          | |
|        | Ortsteil der Stadt Neuss                                     | Holzheim                | Rhein-Kreis Neuss             | Nordrhein-Westfalen                          | |
|        | Stadt                                                        | Kaarst                  | Rhein-Kreis Neuss             | Nordrhein-Westfalen                          | siehe auch altes Wappen                                                                                                |
|        | Stadt                                                        | Korschenbroich          | Rhein-Kreis Neuss             | Nordrhein-Westfalen                          | |
|        | Kreis                                                        | Rhein-Sieg-Kreis        | Rhein-Sieg-Kreis              | Nordrhein-Westfalen                          | Kurkölner Kreuz und Bergischer Löwe                                                                                    |
|        | Stadt                                                        | Königswinter            | Rhein-Sieg-Kreis              | Nordrhein-Westfalen                          | Kurkölner Kreuz und Bergischer Löwe                                                                                    |
|        | Stadt                                                        | Meckenheim              | Rhein-Sieg-Kreis              | Nordrhein-Westfalen                          | |
|        | Stadt                                                        | Rheinbach               | Rhein-Sieg-Kreis              | Nordrhein-Westfalen                          | |
|        | Gemeinde                                                     | Swisttal                | Rhein-Sieg-Kreis              | Nordrhein-Westfalen                          | |
|        | (ehemaliger Kreis)                                           | Kreis Soest (1817–1974) | -                             | Nordrhein-Westfalen                          | |
|        | Kreis                                                        | Kreis Soest             | Kreis Soest                   | Nordrhein-Westfalen                          | |
|        | Ortsteil der Gemeinde Ense                                   | Höingen                 | Kreis Soest                   | Nordrhein-Westfalen                          | |
|        | Stadt                                                        | Geseke                  | Kreis Soest                   | Nordrhein-Westfalen                          | |
|        | Ortsteil der Stadt Geseke                                    | Störmede                | Kreis Soest                   | Nordrhein-Westfalen                          | |
|        | Ortsteil der Stadt Lippstadt                                 | Benninghausen           | Kreis Soest                   | Nordrhein-Westfalen                          | |
|        | Gemeinde                                                     | Möhnesee                | Kreis Soest                   | Nordrhein-Westfalen                          | |
|        | Stadt                                                        | Rüthen                  | Kreis Soest                   | Nordrhein-Westfalen                          | |
|        | Ortsteil der Stadt Rühten                                    | Westereiden             | Kreis Soest                   | Nordrhein-Westfalen                          | |
|        | Stadt                                                        | Warstein                | Kreis Soest                   | Nordrhein-Westfalen                          | |
|        | Ortsteil der Stadt Warstein                                  | Mülheim                 | Kreis Soest                   | Nordrhein-Westfalen                          | |
|        | Ortsteil der Stadt Warstein                                  | Sichtigvor              | Kreis Soest                   | Nordrhein-Westfalen                          | |
|        | Ortsteil der Stadt Warstein                                  | Waldhausen              | Kreis Soest                   | Nordrhein-Westfalen                          | |
|        | Stadt                                                        | Werl                    | Kreis Soest                   | Nordrhein-Westfalen                          | |
|        | Gemeinde                                                     | Wickede                 | Kreis Soest                   | Nordrhein-Westfalen                          | |
|        | Kreis                                                        | Viersen                 | Kreis Viersen                 | Nordrhein-Westfalen                          | |
|        | Gemeinde                                                     | Grefrath                | Kreis Viersen                 | Nordrhein-Westfalen                          | |
|        | Ortsteil der Gemeinde Grefrath                               | Oedt                    | Kreis Viersen                 | Nordrhein-Westfalen                          | |
|        | Stadt                                                        | Kempen                  | Kreis Viersen                 | Nordrhein-Westfalen                          | |
|        | Ortsteil von Willich                                         | Anrath                  | Kreis Viersen                 | Nordrhein-Westfalen                          | |
|        | Ortsteil von Willich                                         | Neersen                 | Kreis Viersen                 | Nordrhein-Westfalen                          | |
|        | Ortsteil von Tönisvorst                                      | Vorst                   | Kreis Viersen                 | Nordrhein-Westfalen                          | |
|        | Stadt                                                        | Xanten                  | Kreis Wesel                   | Nordrhein-Westfalen                          | |
|        | Landkreis                                                    | Ahrweiler               | Landkreis Ahrweiler           | Rheinland-Pfalz                              | |
|        | Stadt Bad Neuenahr-Ahrweiler Stadtteil                       | Ahrweiler               | Landkreis Ahrweiler           | Rheinland-Pfalz                              | |
|        | Verbandsgemeinde                                             | Adenau                  | Landkreis Ahrweiler           | Rheinland-Pfalz                              | |
|        | Stadt                                                        | Adenau                  | Landkreis Ahrweiler           | Rheinland-Pfalz                              | |
|        | Ortsgemeinde                                                 | Barweiler               | Landkreis Ahrweiler           | Rheinland-Pfalz                              | |
|        | Ortsgemeinde                                                 | Dorsel                  | Landkreis Ahrweiler           | Rheinland-Pfalz                              | |
|        | Ortsgemeinde                                                 | Harscheid               | Landkreis Ahrweiler           | Rheinland-Pfalz                              | |
|        | Ortsgemeinde                                                 | Honerath                | Landkreis Ahrweiler           | Rheinland-Pfalz                              | |
|        | Ortsgemeinde                                                 | Insul                   | Landkreis Ahrweiler           | Rheinland-Pfalz                              | |
|        | Ortsgemeinde                                                 | Kaltenborn              | Landkreis Ahrweiler           | Rheinland-Pfalz                              | |
|        | Ortsgemeinde                                                 | Leimbach                | Landkreis Ahrweiler           | Rheinland-Pfalz                              | |
|        | Ortsgemeinde                                                 | Meuspath                | Landkreis Ahrweiler           | Rheinland-Pfalz                              | |
|        | Ortsgemeinde                                                 | Reifferscheid           | Landkreis Ahrweiler           | Rheinland-Pfalz                              | Kurtrierer- und Kurkölner Kreuz                                                                                        |
|        | Ortsgemeinde                                                 | Rodder                  | Landkreis Ahrweiler           | Rheinland-Pfalz                              | |
|        | Ortsgemeinde                                                 | Schuld                  | Landkreis Ahrweiler           | Rheinland-Pfalz                              | |
|        | Ortsgemeinde                                                 | Sierscheid              | Landkreis Ahrweiler           | Rheinland-Pfalz                              | |
|        | Ortsgemeinde                                                 | Wiesemscheid            | Landkreis Ahrweiler           | Rheinland-Pfalz                              | |
|        | Ortsgemeinde                                                 | Wimbach                 | Landkreis Ahrweiler           | Rheinland-Pfalz                              | |
|        | Ortsgemeinde                                                 | Winnerath               | Landkreis Ahrweiler           | Rheinland-Pfalz                              | |
|        | Verbandsgemeinde                                             | Altenahr                | Landkreis Ahrweiler           | Rheinland-Pfalz                              | |
|        | Ortsgemeinde                                                 | Altenahr                | Landkreis Ahrweiler           | Rheinland-Pfalz                              | |
|        | Ortsgemeinde                                                 | Berg                    | Landkreis Ahrweiler           | Rheinland-Pfalz                              | |
|        | Ortsgemeinde                                                 | Hönningen               | Landkreis Ahrweiler           | Rheinland-Pfalz                              | |
|        | Ortsgemeinde                                                 | Kesseling               | Landkreis Ahrweiler           | Rheinland-Pfalz                              | |
|        | Ortsgemeinde                                                 | Mayschoß                | Landkreis Ahrweiler           | Rheinland-Pfalz                              | |
|        | Ortsgemeinde                                                 | Waldorf                 | Landkreis Ahrweiler           | Rheinland-Pfalz                              | |
|        | Ortsgemeinde                                                 | Galenberg               | Landkreis Ahrweiler           | Rheinland-Pfalz                              | Kurtrierer- und Kurkölner Kreuz                                                                                        |
|        | Ortsgemeinde                                                 | Spessart                | Landkreis Ahrweiler           | Rheinland-Pfalz                              | Kurtrierer- und Kurkölner Kreuz                                                                                        |
|        | Landkreis                                                    | Altenkirchen            | Landkreis Altenkirchen        | Rheinland-Pfalz                              | Kurtrierer- und Kurkölner Kreuz                                                                                        |
|        | Verbandsgemeinde                                             | Wissen                  | Landkreis Altenkirchen        | Rheinland-Pfalz                              | |
|        | Ortsgemeinde                                                 | Niedersteinebach        | Landkreis Altenkirchen        | Rheinland-Pfalz                              | Kurtrierer- und Kurkölner Kreuz                                                                                        |
|        | Ortsgemeinde                                                 | Oberlahr                | Landkreis Altenkirchen        | Rheinland-Pfalz                              | |
|        | Ortsgemeinde                                                 | Zeltingen-Rachtig       | Landkreis Bernkastel-Wittlich | Rheinland-Pfalz                              | |
|        | Ortsgemeinde                                                 | Blankenrath             | Landkreis Cochem-Zell         | Rheinland-Pfalz                              | Kurtrierer- und Kurkölner Kreuz                                                                                        |
|        | Ortsgemeinde                                                 | Breitscheid             | Landkreis Mainz-Bingen        | Rheinland-Pfalz                              | |
|        | Stadt                                                        | Andernach               | Landkreis Mayen-Koblenz       | Rheinland-Pfalz                              | |
|        | Stadtteil der Stadt Andernach                                | Kell                    | Landkreis Mayen-Koblenz       | Rheinland-Pfalz                              | |
|        | Stadtteil der Stadt Andernach                                | Miesenheim              | Landkreis Mayen-Koblenz       | Rheinland-Pfalz                              | |
|        | Verbandsgemeinde                                             | Pellenz                 | Landkreis Mayen-Koblenz       | Rheinland-Pfalz                              | Kurtrierer- und Kurkölner Kreuz; Wappen bis 2017;                                                                      |
|        | Verbandsgemeinde                                             | Rhein-Mosel             | Landkreis Mayen-Koblenz       | Rheinland-Pfalz                              | Kurtrierer- und Kurkölner Kreuz                                                                                        |
|        | Verbandsgemeinde                                             | Rhens                   | aufgelöst                     |                                              | |
|        | Stadt                                                        | Rhens                   | Landkreis Mayen-Koblenz       | Rheinland-Pfalz                              | |
|        | Stadt                                                        | Weißenthurm             | Landkreis Mayen-Koblenz       | Rheinland-Pfalz                              | Kurtrierer- und Kurkölner Kreuz                                                                                        |
|        | Landkreis                                                    | Neuwied                 | Landkreis Neuwied             | Rheinland-Pfalz                              | Kurtrierer- und Kurkölner Kreuz                                                                                        |
|        | Verbandsgemeinde                                             | Asbach                  | Landkreis Neuwied             | Rheinland-Pfalz                              | Kurtrierer- und Kurkölner Kreuz                                                                                        |
|        | Ortsgemeinde                                                 | Asbach                  | Landkreis Neuwied             | Rheinland-Pfalz                              | |
|        | Ortsgemeinde                                                 | Buchholz                | Landkreis Neuwied             | Rheinland-Pfalz                              | |
|        | Ortsgemeinde                                                 | Windhagen               | Landkreis Neuwied             | Rheinland-Pfalz                              | |
|        | Verbandsgemeinde                                             | Linz am Rhein           | Landkreis Neuwied             | Rheinland-Pfalz                              | Kurtrierer- und Kurkölner Kreuz                                                                                        |
|        | Ortsgemeinde                                                 | Kasbach-Ohlenberg       | Landkreis Neuwied             | Rheinland-Pfalz                              | Kurtrierer- und Kurkölner Kreuz                                                                                        |
|        | Ortsgemeinde                                                 | Leubsdorf               | Landkreis Neuwied             | Rheinland-Pfalz                              | |
|        | Stadt                                                        | Linz am Rhein           | Landkreis Neuwied             | Rheinland-Pfalz                              | |
|        | Ortsgemeinde                                                 | Ockenfels               | Landkreis Neuwied             | Rheinland-Pfalz                              | |
|        | Ortsgemeinde                                                 | Sankt Katharinen        | Landkreis Neuwied             | Rheinland-Pfalz                              | |
|        | Ortsgemeinde                                                 | Kurtscheid              | Landkreis Neuwied             | Rheinland-Pfalz                              | |
|        | Stadt                                                        | Unkel                   | Landkreis Neuwied             | Rheinland-Pfalz                              | |
|        | Ortsgemeinde                                                 | Bruchhausen             | Landkreis Neuwied             | Rheinland-Pfalz                              | |
|        | Ortsgemeinde                                                 | Erpel                   | Landkreis Neuwied             | Rheinland-Pfalz                              | |
|        | ehem. Verbandsgemeinde                                       | Waldbreitbach           | Landkreis Neuwied             | Rheinland-Pfalz                              | |
|        | Verbandsgemeinde                                             | Rengsdorf-Waldbreitbach | Landkreis Neuwied             | Rheinland-Pfalz                              | |
|        | Ortsgemeinde                                                 | Roßbach                 | Landkreis Neuwied             | Rheinland-Pfalz                              | |
|        | Ortsgemeinde                                                 | Mastershausen           | Rhein-Hunsrück-Kreis          | Rheinland-Pfalz                              | Kurtrierer- und Kurkölner Kreuz                                                                                        |
|        | Ortsgemeinde                                                 | Gefell                  | Vulkaneifel                   | Rheinland-Pfalz                              | Kurtrierer- und Kurkölner Kreuz                                                                                        |
|        | Verbandsgemeinde                                             | Kelberg                 | Vulkaneifel                   | Rheinland-Pfalz                              | Kurtrierer- und Kurkölner Kreuz                                                                                        |
|        | Ortsgemeinde                                                 | Berenbach               | Vulkaneifel                   | Rheinland-Pfalz                              | |
|        | Ortsgemeinde                                                 | Gunderath               | Vulkaneifel                   | Rheinland-Pfalz                              | |
|        | Ortsgemeinde                                                 | Höchstberg              | Vulkaneifel                   | Rheinland-Pfalz                              | |
|        | Ortsgemeinde                                                 | Hörschhausen            | Vulkaneifel                   | Rheinland-Pfalz                              | |
|        | Ortsgemeinde                                                 | Horperath               | Vulkaneifel                   | Rheinland-Pfalz                              | |
|        | Ortsgemeinde                                                 | Katzwinkel              | Vulkaneifel                   | Rheinland-Pfalz                              | |
|        | Ortsgemeinde                                                 | Kirsbach                | Vulkaneifel                   | Rheinland-Pfalz                              | |
|        | Ortsgemeinde                                                 | Mosbruch                | Vulkaneifel                   | Rheinland-Pfalz                              | |
|        | Ortsgemeinde                                                 | Reimerath               | Vulkaneifel                   | Rheinland-Pfalz                              | |
|        | Ortsgemeinde                                                 | Sassen                  | Vulkaneifel                   | Rheinland-Pfalz                              | |
|        | Verbandsgemeinde                                             | Bad Marienberg          | Westerwaldkreis               | Rheinland-Pfalz                              | |
|        | Stadt                                                        | Bad Marienberg          | Westerwaldkreis               | Rheinland-Pfalz                              | |
|        | Ortsgemeinde                                                 | Wahlrod                 | Westerwaldkreis               | Rheinland-Pfalz                              | |

## Klerikalwappen
| Wappen | Träger                       | Amt                             | Besonderheiten |
| ------ | ---------------------------- | ------------------------------- | -------------- |
|        | Erzbistum Köln               |                                 |                |
|        | Rainer Maria Kardinal Woelki | Erzbischof von Köln (seit 2016) |                |
|        | Joachim Kardinal Meisner     | Erzbischof von Köln (1988–2014) |                |
|        | Joseph Kardinal Höffner      | Erzbischof von Köln (1969–1987) |                |
|        | Joseph Kardinal Frings       | Erzbischof von Köln (1942–1969) |                |
|        | Karl Joseph Kardinal Schulte | Erzbischof von Köln (1920–1942) |                |
|        | Felix Kardinal von Hartmann  | Erzbischof von Köln (1912–1919) |                |
|        | Antonius Kardinal Fischer    | Erzbischof von Köln (1902–1912) |                |